# Zemni gas
Zemni ili prirodni gas je smeša nižih alifatičnih ugljovodonika, pretežno metana, koja se u prirodnim podzemnim ležištima nalazi u gasovitom stanju (slobodni gas), rastvorena u sirovoj nafti ili je s njom u dodiru (vezani ili naftni gas). Naziva se i zemni gas. Nastaje kada su slojevi raspadajuće biljne i životinjske materije izloženi intenzivnoj toploti i pritisku ispod površine Zemlje tokom miliona godina. Energija koju su biljke izvorno dobile od Sunca je sačuvana u obliku hemijskih veza u gasu. Koristi se prvenstveno kao gorivo u domaćinstvima i privredi, te u petrohemijskoj industriji za proizvodnju amonijaka, metanola, formaldehida, vodonika, ugljen-monoksida i mnogih drugih hemijskih proizvoda. Prirodni gas je, kao i nafta, bio poznat pre više hiljada godina. Kinezi su ga koristili za osvetljavanje hramova i za isparavanje vode pri dobivanju soli, a iz Cezarovog doba postoje podaci o izbijanju prirodnoga gasa u Galiji. Prva tržišna upotreba prirodnog gasa datira oko 1802, kada se koristio za osvetljavanje ulica u Đenovi. Postoji više teorija o njegovom postanku, od kojih je najšire prihvaćena ona o organskom poreklu.
Prirodni gas smeša je metana (molni udeo veći od 90%) s manjim udelima etana, propana i viših ugljovodonika, a može sadržati i nešto ugljen-dioksida, sumporovodonika (takav se gas naziva kiselim), azota, a katkad i helijuma i žive. S obzirom na udeo težih ugljovodonika razlikuju se: suvi gas, s neznatnim udelom, i vlažni gas ili mokri gas, s povećanim i znatnim udelom težih ugljovodonika iz gasnih i gasno-kondenzatnih ležišta. Kao fosilno gorivo, prirodni gas ima ograničene zalihe. Procene su da bi zalihe prirodnog gasa, uz današnji nivo iskorištavanja, mogle potrajati još nekih sto godina. Najveći problemi s gasom leže u tome što se udeo metana u njemu menja od države do države, pa tako na primer udeo metana u prirodnom gasu u Rusiji se kreće oko 98% dok je u Holandiji taj udeo od 80% do 85%.

## Dobijanje prirodnog gasa

### Nalazišta
Prirodni gas, kao i nafta, nalazi se u prirodnim zamkama, izolovanim pokrovnim naslagama iz kojih gas ne može da migrira prema površini. To su ležišta prirodnog gasa, koja se nalaze uglavnom u sedimentnim stenama (peščenjacima, karbonatima i dolomitima), na dubinama od nekoliko stotina do nekoliko hiljada metara. S povećanjem dubine povećava se, u odnosu na naftu, i količina prirodnog gasa. Ležišta se razvrstavaju prema fizičkim i termodinamičkim svojstvima na nekoliko tipova: ležišta suvoga gasa, iz kojih se dobija samo gas; ležišta vlažnoga gasa, iz kojih se uz gas dobija i manja količina kondenzata (kondenzovanih viših ugljovodonika), koji se stvara tek pri pritisku i temperaturi koje vladaju na površini; gasno-kondenzatna ležišta, iz kojih se uz gas dobijaju i velike količine kondenzata.

### Dobijanje
U gasnim i gasno-kondenzatnim podzemnim ležištima prirodni gas se nalazi pod pritiskom, pa se izradom bušotina i kontroliranim eruptiranjem dovodi na površinu (bušenje na veliku dubinu). Ležišta koja su izolovana od ostalih naslaga i fluida iskorištavaju se samo zahvaljujući energiji gasa pod pritiskom, koja se smanjuje s odvođenjem gasa iz ležišta (volumetrijski režim iskorištavanja); tako se postiže vrlo veliki iscrpak zaliha gasa (70 do 90%). Međutim, u ležištima koja su okružena vodenim bazenima (akviferima ili vodonosnim slojevima) primenjuje se takozvani vodonaponski režim: s početkom iskorištavanja u njih počinje da prodire voda iz akvifera, čime se energija stalno nadoknađuje. Zato se pritisak u ležištima snižava sporije, a voda delimično zarobljava gas pod visokim pritiskom, pa je njegov iscrpak manji (40 do 60%).

### Prečišćavanje i prerada
Nakon izlaska iz bušotine prirodnom se gasu jednostavnom separacijom uklanja ležišna voda, zatim se u potpunosti odvaja ukupna tečna faza, po potrebi se gas čisti i od takozvanih kiselih gasova i drugih štetnih primesa i konačno se od metana odvajaju viši ugljovodonici.

#### Tečna faza
Tečna faza se može sastojati od nafte, od vode nastale kondenzacijom vodene pare, od gasnog kondenzata iz ležišta (smesa ugljovodonika s približno 5 do 30 ugljenikovih atoma) te od naknadno kondenzovanih ugljovodonika (viši ugljovodonici koji se kondenziraju tek pri nižem pritisku i temperaturi koji vladaju na površini). Gasni kondenzat izdvaja se u gravitacijskom ili ciklonskom separatoru, katkad i uz hlađenje radi povećanja iscrpka, te se šalje na dalju preradu. Preostala vlaga uklanja se iz gasa sušenjem u protivstrujnim kolonama, i to apsorpcijom u glikolu ili adsorpcijom na silikagelu, molekularnim sitima ili aluminijumskom oksidu.

#### Kiseli gasovi
Kiseli gasovi (ugljen-dioksid i vodonik sulfid) uklanjaju se različitim tehnološkim procesima. Hemijski procesi najčešće uključuju apsorpciju koja se temelji na hemijskoj reakciji kiselih gasova s etanolaminom u vodenim rastvorima (aminski proces), dok se gas s većim udelom ugljen-dioksida propušta kroz vodeni rastvor kalijum karbonata (Benfildov proces). To su povratne hemijske reakcije pri kojima nastaju aminske soli ili hidrokarbonati, pa se apsorpcija obavlja pri nižim temperaturama, a desorpcija i ujedno regeneracija (obnavljanje) apsorbensa pri višim temperaturama (~ 100 °C):
Poznati su i fizički procesi uklanjanja kiselih gasova kao što je apsorpcija u nekom organskom rastvaraču, na primer u dimetil-eteru poli(etilen-glokola), ili adsorpcija na molekularnim sitima, aktivnom uglju, željeznom prahu, cink oksidu. Izdvojeni kiseli gasovi odvode se u postrojenje u kojem se vodonik sulfid prevodi u elementarni sumpor Klausovim ili helatnim procesom.
Nakon uklanjanja tečne faze, a po potrebi i kiselih gasova, prirodni gas razdvaja se na metan i na smesu viših ugljovodonika. Izdvojeni metan može služiti kao petrohemijska sirovina ili se, i dalje pod imenom prirodni gas, šalje gasovodom u raspodelu kao gasovito gorivo za grejanje ili kao industrijsko gorivo.

#### Viši ugljovodonici
Viši ugljovodonici u očišćenom gasu, smesa alkana sa 2 do 8 ugljenikovih atoma (često nazvana i gasolin), nakon odvajanja metana, razdvaja se u pojedine sastojke niskotemperaturnom destilacijom (takozvana degasolinaža), i to apsorpcijskim ili ekspanzijskim postupkom.
Apsorpcijski postupak temelji se na apsorpciji viših ugljovodonika, najčešće u gasnom ulju (naftna frakcija s tačkom ključanja 200 do 360 °C) pri niskim temperaturama, te na njihovom postupnom odvajanju zagrevanjem i destilacijom. Prvo se izdvaja neapsorbovani metan, a blagim zagrevanjem i etan. Postupnim zagrevanjem apsorpcijskog ulja ili destilacijom vodenom parom (stripiranje) odvajaju se ostali sastojci, koji se zatim u potpunosti razdvajaju u destilacijskim kolonama. Tako se zasebno dobivaju propan, butan i viši ugljovodonici (laki benzin), a gasno se ulje vraća u apsorpcijsku kolonu.
Ekspanzijski postupak temelji se na izdvajanju viših ugljovodonika hlađenjem adijabatskom ekspanzijom. Gas se sabija na približno 40 bara, zatim se hladi, najčešće preko izmenjivača toplote s utečnjenim propanom (pri –40 °C) i ekspandira na približno 10 bara, pri čem se ohladi na temperaturu od približno –100 °C i utečnjuje. Metan se odvaja (demetanizacija), a utečnjeni se sastojci, uz postupno smanjenje pritiska, frakciono razdvajaju na etan, propan, butan i višu frakciju (laki benzin).
Preradom gasolina, posebne dobijenog od naftnoga gasa, može se vrlo delotvornim separacijskim procesima dobiti desetak praktično hemijski čistih alkana: etan, propan, n-butan, izobutan, n-pentan, izopentan, izoheksan, oktan, izooktan, cikloheksan. Ti ugljovodonici imaju različitu primenu. Etan je sirovina za proizvodnju etilena pirolitičkom dehidrogenacijom. Smesa propan/butan pri normalnim je uslovima u gasovitom stanju, dok je pri povišenom pritisku tečnost; naziva se utečnjeni naftni gas (akronim LPG) i služi kao gorivo za industriju i domaćinstva, u koja se dostavlja u gasnim bocama pod pritiskom od 20 do 25 bara. Viši ugljovodonici (takozvani stabilizovani gasolin) dodaju se motornim benzinima.

#### Prerada gasnog kondenzata
Prerada gasnoga kondenzata sprovodi se frakcijskom destilacijom pri atmosferskom pritisku. Dobijene frakcije mogu poslužiti kao sirovine za petrohemijsku industriju ili se izdvajaju kao laki, srednji i teški benzin, petrolej, gasno i loživo ulje, od kojih se dobivaju motorni benzin i dizelsko gorivo.
Utečnjeni prirodni gas (akronim LNG) naziv je za prirodni gas (praktično samo metan) u utečnjenom stanju, koji se, radi prevoza morem na velike udaljenosti posebnim brodovima (metanijerima), priprema hlađenjem vrlo čistog prirodnog gasa (bez tečne faze, vlage, kiselih gasova i viših ugljovodonika) na temperaturu nižu od tačke ključanja metana (–161,15 °C).

### Proizvodnja i potrošnja
Osim otkrića novih naftnih ležišta, sve se više otkrivaju i ležišta slobodnog prirodnog gasa. Godine 1950. dokazane su zalihe iznosile oko 8,5 ∙ 1012 m³, 1960. oko 17 ∙ 1012 m³, 1980. oko 72 ∙ 1012 m³, a do 2004. zalihe su se povećale na 179,53 ∙ 1012 m³. Najviše je gasa otkriveno u Evropi (zemlje bivšeg Istočnog bloka, Norveška, Holandija) i zemljama Bliskog istoka (Saudijska Arabija, Katar i druge). Raspoložive dokazane zalihe gasa, uz današnju potrošnju, dovoljne su za 61 godinu, a dokazane i verovatne zalihe za 108 godina. Osim toga, treba uzeti u obzir i goleme zalihe pronađene u morskim dubinama u obliku čvrstih metanskih hidrata. Njihova eksploatacija, međutim, još nije ekonomična. Do mesta potrošnje prirodni gas prenosi se gasovodima (u gasovitom stanju) i posebno građenim brodovima za prevoz gasa u utečnjenom stanju (metanijerima). Prirodni gas koristi se prvenstveno kao ekološki najprihvatljivije gorivo, te u petrohemijskoj industriji za proizvodnju veštačkih đubriva i drugih proizvoda.

## Sastav
Sastav zemnog gasa znatno varira u zavisnosti od mesta gde se javlja. Tamo gde se javlja zajedno sa naftom, obično ima veći udeo gasova sa više ugljenikovih atoma (vlažni zemni gas) i obrnuto (suvi zemni gas), kada je učešće metana oko 98%, pa i do skoro 100%.
(U tablici su osim okvirnih granica u kojima se kreću udeli sastavnih komponenti zemnog gasa, kao primer, date i vrednosti u Jugoslovenskom gasovodu, čvorište Pančevo, za januar 1991. godine)
| Gas                                               | uobičajeno učešće | kod Pančeva |
| ------------------------------------------------- | ----------------- | ----------- |
| Gasoviti ugljovodonici                            |                   |             |
| zapreminski udeo metana (CH4)                     | 50 - 98%          | 92,599%     |
| zapreminski udeo etana (C2H6)                     | < 10%             | 2,784%      |
| zapreminski udeo propana (C3H8)                   | < 7%              | 0,413%      |
| zapreminski udeo butana (C4H10)                   | < 7%              | 0,056%      |
| Primese                                           |                   |             |
| zapreminski udeo vodonika (H2)                    |                   | ?           |
| zapreminski udeo ugljenmonoksida (CO)             |                   | ?           |
| zapreminski udeo ugljendioksida (CO2)             | < 30%             | 2,416%      |
| zapreminski udeo kiseonika (O2)                   | < 12%             | ?           |
| zapreminski udeo azota (N2)                       | < 28%             | 1,727%      |
| zapreminski udeo sumporovih jedinjenja (H2S, ...) | < 2%              | ?           |

Od ugljovodonika, zemni gas sadrži metan, etan, propan, n-butan i izo-butan, a javlja se i pentan (n-pentan i izo-pentani).
Osim ugljovodonika, zemni gas sadrži u manjoj ili većoj meri i primese, i to gorive, kao što su vodonik, i donekle ugljenmonoksid i negorive (ugljendioksid, kiseonik, azot), a neki sadrže i sumporova jedinjenja, npr. sumporvodonik, koji je toksičan, korodivan, i krajnje nepoželjan, te se odstranjuje, čak i pre transporta.

## Toplotna moć
Sa sastavom menja se i toplotna moć: sa većim udelom gasovitih ugljovodonika sa većim brojem ugljenikovih atoma, raste i toplotna moć.
Toplotna moć suvih je orijentaciono oko 36MJ/m³, a vlažnih oko 38 MJ/m³, a ide i do 41MJ/m³.
Sledeća tablica navodi vrednosti gornje toplotne moći za pojedine zemlje proizvođače (u opadajućem nizu).
| poreklo gasa               | Toplotna moć (MJ/m³) |
| -------------------------- | -------------------- |
| Alžir                      | 42                   |
| Indonezija                 | 40,6                 |
| Norveška                   | 39,88                |
| Velika Britanija           | 39,71                |
| Sjedinjene Američke Države | 38,42                |
| Rusija                     | 38,23                |
| Kanada                     | 38,2                 |
| Saudijska Arabija          | 38                   |
| Uzbekistan                 | 37,89                |
| Holandija                  | 33,32                |

Toplotna moć zemnog gasa u Jugoslovenskom gasovodu, čvorište Pančevo se kreće u granicama 31,1 ÷ 33,6 MJ/m³ (mesečne srednje vrednosti, za 1991. god.)

## Ostala svojstva
| osobina                      | vrednost                                           |
| ---------------------------- | -------------------------------------------------- |
| Gustina                      | ρ = 0,7 kg/m³ (gasovit); ρ = 400 (u tečnom stanju) |
| Temperatura paljenja         | t = 650 °C                                         |
| Temperatura plamena          | 1957 °C                                            |
| Oktanski broj                | 120 – 130                                          |
| Brzina sagorevanja           | 30 ÷ 50m/s (pri eksploziji 2.000)                     |
| Odnos vazduha i gasa u smeši | 10 : 1                                             |
| Granice eksplozivnosti smeše | 4,4 ÷ 15%                                          |

## Primena
U principu, primena prirodnog gasa se može podeliti na njegovu primenu kao goriva (bilo za grejanje ili pokretanje SUS motora) i u hemijskoj industriji (kao izvor vodonika pri proizvodnji azotnih đubriva, potencijalno i za gorive ćelije).
Koristi se u domaćinstvima, kao energent za grejanje, odnosno kuvanje. Domaćinstva se snabdevaju kućnim razvodom gasa.
Koristi se naseljenim mestima u industriji, kao energent za grejanje korišćenjem u toplanama.
U poslednje vreme se sve više koristi i na vozilima, kao alternativno gorivo pre svega motornim benzinima, ali i dizel gorivu - to u sabijenom obliku (većinom) - kao komprimovani prirodni gas, a eventualno i kao tečni prirodni gas. (Za primenu zemnog gasa na vozilima, vidi KPG.)
Prirodni gas je jedno od najperspektivnijih alternativnih goriva.

## Bezbednost

### Miris
Zemni gas, kao takav, je gas bez mirisa. Prilikom distribucije vrši se njegova odorizacija, tj. dodaju mu se gasovi sa mirisom (npr. etil-merkaptan i tetrahidrotiofen - jedinjenja koja sadrže sumpor), tako da bude moguće osetiti ga čulom njuha, kada se javi u koncentracijama iznad 1%.

### Označavanje
Za označavanje cevi sa gasom, i drugih delova gasne instalacije, koristi se žuta boja.

## Nalazišta i zemlje proizvođači
Najveća nalazišta nalaze se u Rusiji, SAD, Iranu, Holandiji, Alžiru i na Bliskom istoku.
U Srbiji su najvažnija nalazišta Elemir, Kikinda i Plandište.
Među najveće proizvođače zemnog gasa spadaju Sjedinjene Američke Države, Rusija i Kanada.

## Distribucija
Prirodni gas se distribuira, pre svega, razgranatom mrežom gasovoda. U Evropi se uglavnom koristi ruski gas, tako da je cela Evropa zavisna od količina zemnog gasa koji isporučuje Rusija.
Srbija se takođe snabdeva ruskim gasom, gasovodom preko Mađarske. Izgradnja drugog kraka gasovoda (iz Bugarske), planira se već više desetina godina.

## Spoljašnje veze
- GA Mansoori, N Enayati, LB Agyarko Energy: Sources, Utilization, Legislation, Sustainability, Illinois as Model State. 2016. ISBN 9789814704007., World Sci. Pub. Co.